# Dvigrad
Dvigrad, tudi Dvograd (italijansko Duecastelli, Docastelli) je zapuščeno in porušeno srednjeveško mesto v jugozahodni Istri na Hrvaškem. 
Nahaja se v Limski dolini oz. Limski dragi (v kraški dolini, ki poteka kot podaljšek Limskega kanala več deset kilometrov v notranjost polotoka), nedaleč od osrednjega stičišča avtoceste Istrski ipsilon, blizu naselja Kanfanar. Vhod v naselbino še danes poteka z južne strani skozi dvojno grajsko obzidje, ki so jih nekoč zapirala vrata. 

## Nastanek naselbine in etimologija
Lokacija današnje ruševine Dvigrad in njene neposredne okolice je bila naseljena že v prazgodovini, o čemer pričajo arheološke najdbe, pa tudi sam način postavitve naselbine v obliki gradišča na dvignjeni terasi. Arheološke najdbe (železno orožje, kovanci, kamniti spomeniki, keramika, predmeti vsakodnevne uporabe) pričajo tudi o naseljenosti v antiki. Pomembna najdba, ki sega v čas vladavine Rimskega imperija na tem področju, je žrtvenik avtohtonemu istrskemu božanstvu Eja, ter nakazuje na svojevrstno sožitje med staroselci in Rimljani. Utrjeno srednjeveško mesto oz. kaštel Dvigrad (147 mnm.) je nastalo na strateško pomembni točki, ki je nadzorovala kopenski promet po Istri. Stalo je ob glavni antični prometnici, imenovani via Flavia, ki je povezovala sever in jug Istre, ter mesti Pulo in Bale z notranjostjo polotoka. Prva ohranjena pisna omemba Dvigrada sega v leto 879, ko je mestna cerkev prešla pod upravo oglejskega partiarhata (dotlej je bila pod cerkveno oblastjo puljske škofije). Naselje se je do 10. stoletja omenjalo skupaj s »kaštelom« Parentinom (144 mnm.), ki je stal na bližnjem griču na zahodni strani. Obe naselji skupaj sta se označevali kot Dvegrad, Duo Castra, Due Castelli (dva gradova), posamezno pa kaštel Parentin (Castrum Parentinum) in Monkaštel (Monte Castel, Mons Castellum). Po propadu Parentina je Monkaštelu ostal skupni naziv Dvigrad, čeprav je od dveh gradov ostal samo eden. 

## Demografija in oblast
Med 6. in 7. stoletjem je bilo v Istri več epidemij kuge, ki je drastično zmanjšala število prebivalstva. Takrat so se na izpraznjena ozemlja, ki so jih poprej naseljevali Iliri, Rimljani, Goti, Langobardi, idr., začele naseljevati prve skupine Slovanov. V zgodnjem srednjem veku so na življenje v Dvigradu najbolj vplivale fevdalne oblasti, vodene iz Ogleja. V 13. stoletju so se v Dvigrad, pa tudi v celotno regijo, začeli intenzivneje priseljevati Germani. Ob koncu tega stoletja je bila oblast kaštela dodeljena Goriškim grofom, ki pa so se morali podrediti vedno večjemu vplivu Beneške republike. Ta je dobila oblast nad Dvigradom leta 1413 in z mestnim statutom prekinila oblast oglejskih patriarhov. Ob koncu 15. stoletja je izbruhnila epidemija kuge, v 16. stoletju pa še malarije. Čeprav so se v regijo začeli priseljevati dalmatinski in hercegovski begunci pred turškimi vpadi, so se prebivalci kaštela začeli postopno izseljevati in se do konca 17. stoletja tudi izselili. O vraževerju in strahu pred kugo govorijo nekatere dvigrajske legende. Leta 1714 je bilo opuščeno delovanje cerkve, življenje v Dvigradu pa se je končalo. Tako kot je tisočletje pred tem propadli kaštel Parentin na sosednji vzpetini služil kot kamnolom za izgradnjo Monkaštela, tako je Monkaštel (Dvigrad) služil kot vir materiala za izgradnjo bližnjih vasi, predvsem Kanfanarja.

## Dvigrajski statut
Življenje v mnogih srednjeveških mestih je teklo po določenih pisanih pravilih, ki so lokalnim oblastem dajala pravni okvir. Tako kot v nekaterih drugih istrskih mestih, se je tudi v Dvigradu ohranil statut, Dvigrajski statut, ki je najverjetneje nastal v 2. polovici 14. stoletja. Hrani ga državni arhiv v Pazinu. Ohranjen ni original, temveč prepis, najden v 19. stoletju. V gotici pisan dokument v latinščini, ki opisuje ureditev kaštela, sestavlja 57 pergamentnih listov. Leta 2007 je bil izdan faksimile in prevod izvirnika v hrvaščino. Poleg latinskega obstaja še mlajši prepis statuta v italijanščini iz 17. stoletja, ki ga hrani državni arhiv v Trstu. Prevod statuta je bil leta 2007 scensko uprizorjen na svoji izvirni lokaciji.

## Cerkev sv. Sofije
Na najvišji točki mesta je bila v pozni antiki, v 2. polovici 5. stoletja, postavljena zgodnjekrščanska enoladijska cerkev sv. Sofije s polkrožno apsido. Do svoje zadnje podobe je bila trikrat prezidana. V obdobju predromanike (8. stoletje), je imela tri apside, največji arhitekturni poseg se je izvršil v romaniki (12. stoletje), ko je postala triladijska bazilika. Leta 1249, ob koncu romanike, sta bila zgrajena zvonik in krstilnica. V obdobju gotike (14.-15. stoletje) je bila prizidana bočna zakristija, zamenjane pa so bile nekatere premičnine. Med 13. in 14. stoletjem je bila v cerkev postavljena prižnica z reliefom svetnice, ki v rokah drži dva gradova. To je bil simbol Dvigrada. V 18. stoletju je bila prižnica prenešena v bližnji Kanfanar, kjer v župnijski cerkvi sv. Silvestra stoji še danes, hkrati pa predstavlja grb občine Kanfanar. Avtor enega ohranjenih zgodovinskih zapisov o dvigrajski cerkvi je bil novigrajski škof Tomasini , ki je kaštel obiskal leta 1650, ko so v njem živele le še tri družine. Delo v cerkvi je bilo opuščeno leta 1714, nato pa je celotna naselbina začela propadati. Bazilika se je porušila v začetku 19. stoletja.

## Naravna in kulturna podoba Dvigrada danes
V pečinah pri Dvigradu je športno plezališče z najzahtevnejšo smerjo 8b+, povprečna ocena približno 70-ih obstoječih smeri pa je 6a/b. Skale so apnenčaste, okoliška kraška pokrajina pa premore tudi nekaj kraških jam, mdr. jame Kanfanarštine pri vasi Mrgani, jama Kumbašeja pri naselju Burići, v izteku Limskega kanala pa Romualdova jama. Dvigradu bližnja večja naselja so Rovinj, Poreč, Vrsar, Pazin ter otočje Brioni.
V Dvigradu vsako leto poteka festival stare glasbe.